# Děkanství hodonínské
Děkanství hodonínské je územní část brněnské diecéze s centrem v Hodoníně. Zahrnuje 19 římskokatolických farností. Děkanství je starobylé a nově bylo vymezeno při reformě členění brněnské diecéze k 1. červenci 1999.
Funkci děkana vykonával od 1. července 1999 P. Mons. Mgr. Josef Zouhar, farář farnosti Hodonín. Od června 2023 jím byl P. Tomáš Koumal, farář s téže farnosti. V srpnu 2024 se hodonínským děkanem stal hodonínský farář P. Ladislav Bublán. Místoděkanem byl od 1. prosince 2015 jmenován R. D. Mgr. Ing. Miloslav Čamek, farář v Čejkovicích.

## Seznam farností
| Farnost              | Správce                                                          | Farní kostel                             |
| -------------------- | ---------------------------------------------------------------- | ---------------------------------------- |
| Archlebov            | administrátor excurrendo, Žarošice                               | sv. Šebestiána a Rocha                   |
| Bohuslavice u Kyjova | administrátor excurrendo, Kyjov                                  | sv. Filipa a Jakuba                      |
| Čejkovice            | R. D. doc. ThDr. Ing. Pavel Kopeček, Th.D.                       | sv. Kunhuty                              |
| Dambořice            | R. D. Jaroslav Horák                                             | sv. Martina                              |
| Dolní Bojanovice     | R. D. Mgr. Petr Karas                                            | sv. Václava                              |
| Dubňany              | R. D. ThLic. Pavel Zahradníček, Th.D.                            | sv. Josefa                               |
| Hodonín              | R. D. Mgr. Ing. Ladislav Bublán                                  | sv. Vavřince                             |
| Hovorany             | R.D. Mgr. et Mgr. Milan Werl, Ph.D.                              | sv. Jana Křtitele                        |
| Lovčice u Kyjova     | excurrendo administrátor Ždánice                                 | sv. Petra a Pavla                        |
| Lužice u Hodonína    | administrátor excurrendo, Prušánky                               | sv. Cyrila a Metoděje                    |
| Mikulčice            | administrátor excurrendo, Moravská Nová Ves                      | Nanebevzetí Panny Marie                  |
| Mutěnice             | R. D. Ing. arch. Jiří Jeniš                                      | sv. Kateřiny                             |
| Prušánky             | R. D. Mgr. Ing. Vít Hába                                         | sv. Isidora                              |
| Ratíškovice          | R. D. Jiří Čekal                                                 | sv. Cyrila a Metoděje                    |
| Šardice              | R. D. ThLic. ICLic. Maximilián Vladimír Filo, OPraem., PhD., MPP | sv. Michaela archanděla                  |
| Věteřov              | R. D. Mgr. Martin Pastrňák, OCr.                                 | sv. Cyrila a Metoděje a zemských patronů |
| Žarošice             | R. D. Mgr. Pavel Lacina                                          | sv. Anny                                 |
| Ždánice              | R. D. Mgr. Stanislav Kovář                                       | Nanebevzetí Panny Marie                  |
| Želetice u Kyjova    | administrátor excurrendo, Věteřov                                | sv. Jakuba Staršího                      |